# Vagina
Die Vagina (von lateinisch vagina „Scheide des Schwertes; Scheide, Hülle, Balg“, übertragen „Ährenhülse“) ist ein primäres weibliches Geschlechtsorgan. Sie ist ein Hohlorgan und die caudale Verbindung zwischen der Außenwelt und den im Körper liegenden Gonaden, in denen bei den Weibchen die Eizellen beziehungsweise Eier gebildet werden. Der schlauchförmige Gang dient bei Tieren mit innerer Befruchtung auch der Aufnahme des männlichen Begattungsorgans und der Spermien. Zudem werden über die Vagina die Eier oder bei lebendgebärenden Lebewesen die Jungen nach außen geleitet.
Die Vagina der Frau entspricht in ihrer Anatomie und Funktion der Vagina der Säugetiere.

## Vorkommen

Geschlechtswege bei verschiedenen Säugetieren

Der Begriff Vagina entspricht exakt dem deutschen Begriff Scheide. Er wird nicht nur beim Menschen und bei Säugetieren verwendet, sondern auch bei der Beschreibung der Geschlechts- beziehungsweise Fortpflanzungsorgane anderer Tiergruppen.
Eine zum Menschen homologe Vagina haben nicht nur alle Säugetiere (Mammalia), sondern in der Verwandtschaft der Wirbeltiere (Vertebrata) auch die systematischen Klassen Kriechtiere (Reptilia) und Vögel (Aves). Außerhalb der Wirbeltiere findet sich der Begriff in analoger Verwendung für dieses weibliche Geschlechtsorgan auch bei den Plathelminthes (Plattwürmern) und Gliederfüßern (Arthropoda), zum Beispiel bei Schmetterlingen, Eintagsfliegen und anderen Insektenarten.

## Funktion
Der weibliche Geschlechtstrakt (Ovidukt) ist primär ein Organ, das die im Eierstock produzierten Eizellen an die Außenwelt abgibt. Dabei unterstützen kontraktile Elemente in der Vaginalwand, bei Wirbeltieren glatte Muskulatur, den Weitertransport des Eis. Das Ablegen der Eier wird auch bei Invertebraten wie den Insekten von einer Muskelschicht, die den Ausleitungsgängen anliegt, ermöglicht.
Mit der Evolution der inneren Befruchtung, welche in vielen Tiergruppen unabhängig voneinander erfolgte, wurde die Vagina auch ein Begattungsorgan. Das bedeutet eine wechselseitige Anpassung von männlichen Begattungsorganen (Penis, Hemipenis, Aedeagus) in Länge, Stabilität, Form usw. und weiblichen Fortpflanzungsorganen – wie Lage, Stabilität, Zugänglichkeit usw. der Vagina – via Mutation und Selektion. Bestimmte Abschnitte des weiblichen Geschlechtstrakts sind für die Interaktion mit Spermien und Samenflüssigkeiten spezialisiert. Das gilt nicht nur für die Wirbeltiere mit innerer Befruchtung, sondern auch für Nicht-Wirbeltiere wie etwa Bandwürmer (Plathelminthes) mit Vagina und Ootyp.
Bei Wirbeltieren wie den Primaten, Wiederkäuern, Kaninchen und vielen Nagetieren nimmt die Vagina das ausgestoßene Sperma mit den enthaltenen Spermien (Spermatozoen) auf. Die Spermien wandern dann eigenständig von der Vagina durch den Gebärmutterhals in die Gebärmutter und weiter hinein in die Eileiter. Bei Pferden, Hunden und Schweinen wird der Penis durch den äußeren Muttermund geschoben und das Sperma direkt in die Gebärmutter abgegeben.

Vogelvagina im weiblichen Urogenitalsystem

Die Vagina ist bei vielen Tierarten mit Drüsen ausgestattet beziehungsweise von ihnen umgeben. Sie werden als Anhangsdrüsen oder akzessorische Drüsen bezeichnet. Deren Sekret dient der Ernährung der Spermien, und zum Beispiel bei Insekten bilden solche Drüsen Kittsubstanzen zur Anheftung der Eier (Kittdrüsen) und Schutzhüllen (Ootheken). Bei vielen Tierarten bestehen Ausbuchtungen in der Vagina wie das Receptaculum seminis der Insekten oder die Uterovaginaldrüsen (Fossulae spermaticae) der Vögel, in denen Spermien längere Zeit (bei Vögeln mehrere Wochen) gespeichert werden können. Bei den Säugetieren ist die Vagina drüsenlos. Der Vaginalschleim besteht aus dem Sekret der Drüsen des Gebärmutterhalses, dem Zervixschleim, sowie aus abgeschilferten Zellen der Vagina und einem Transsudat der Scheidenwand. Bei Vögeln entsteht in der Vagina aus dem Sekret der Vaginaldrüsen innerhalb weniger Minuten das Eioberhäutchen. Bei der Eiablage zieht sich die glatte Muskulatur von Uterus und Vagina zusammen, die Skelettmuskulatur der Bauchwand erschlafft, der Uterus schiebt sich in die Vagina und stülpt sich durch Kloake nach außen. Dadurch wird die Verschmutzung des Eis mit Kot verhindert.
Sowohl die Produktion voluminöser beschalter Eier bei den Vögeln als auch die Evolution der Viviparie, also der Geburt lebender Nachkommen, beansprucht die Vagina in hohem Maße. Als Geburtskanal für relativ große Nachkommen entwickelten sich morphologische Anpassung des Organs wie eine starke Dehnbarkeit. Die Verformung der Vagina bei Geburt und Eiablage wird durch eine schnelle Regeneration der überdehnten Muskulatur kompensiert. Sie dauert meist wenige Wochen. Bei Vögeln mit großen Gelegen muss die Vagina bereits am Folgetag in der Lage sein, das nächste Ei nach außen zu transportieren.

## Vergleichende Anatomie

### Wirbellose

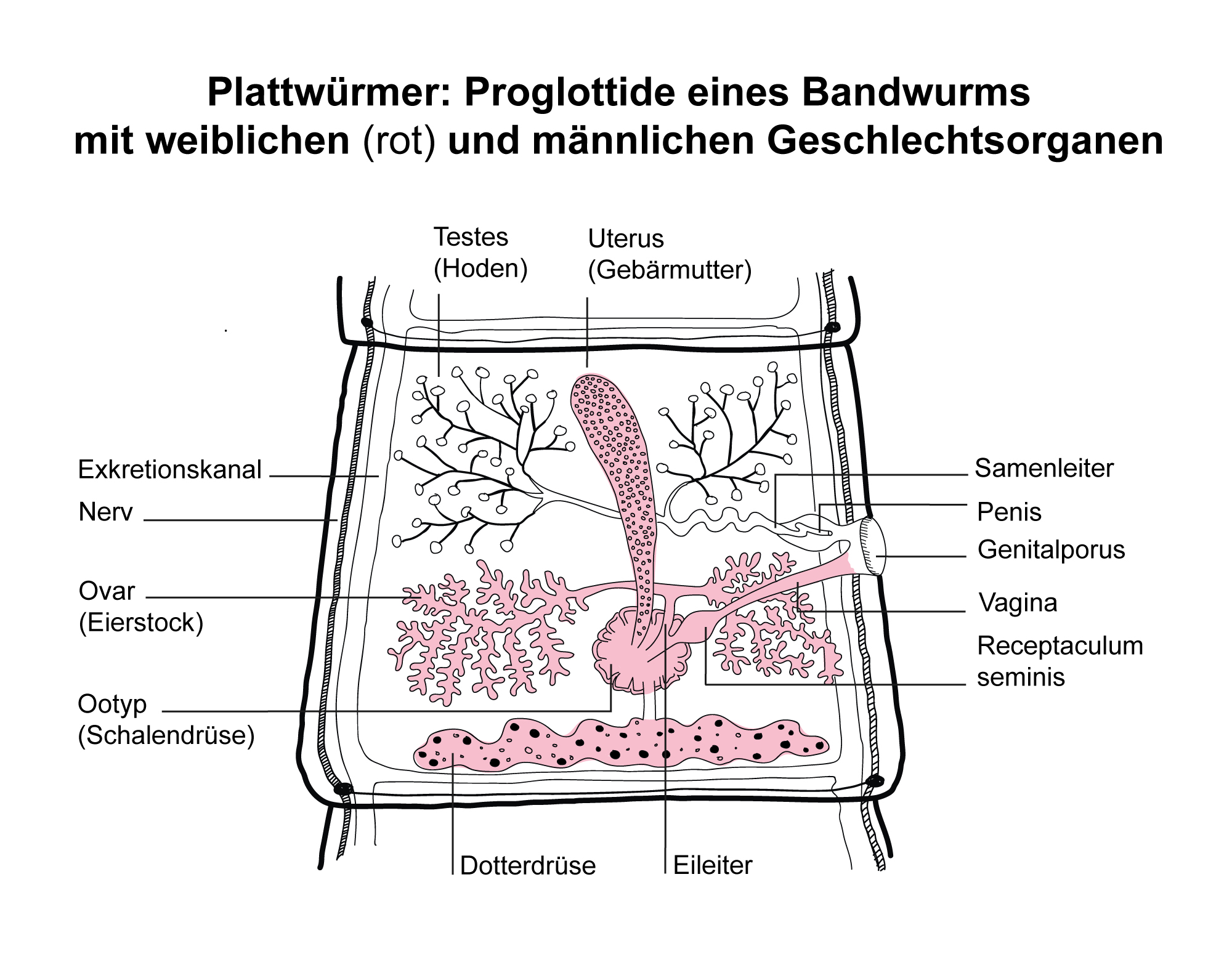
Zweigeschlechtliche Proglottide des Schweinebandwurms (schematisch)

Vagina und andere weibliche Geschlechtsorgane bei Insekten (schematisch)

Die Plattwürmer (Plathelminthes) bilden im Tierreich eine eigene Klasse, zu der außer den Strudelwürmern (Turbellaria) auch die parasitische lebenden Saugwürmer (Trematodes) und Bandwürmer (Cestodes) zählen. Kennzeichnend für die Plattwürmer ist ihr komplizierter, zwittriger Geschlechtsapparat mit männlichen und weiblichen Geschlechtsteilen. Er besteht aus den jeweiligen Keimdrüsen – also Hoden und Eierstöcken – mit eigenen Ausgängen und Hilfsapparaten. Auch wenn innerhalb der Plattwürmer die Verhältnisse je nach systematischer Zugehörigkeit etwas unterschiedlich sind, besitzen diese mehrzelligen, bilateralen Tiere in der überwiegenden Mehrheit eine Vagina. „Die Samenzellen gelangen durch einen besonderen Kanal (Vagina) oder durch den Uterus in die Schalendrüse, wo sie sich mit den Eiern vereinigen.“
Darmlose parasitische Bandwürmer wie der Schweinebandwurm sind außergewöhnliche zweigeschlechtliche Organismen, also biologische Zwitter. In dieser Ordnung der Plattwürmer liegen insofern besondere Verhältnisse vor, als deren Körper -– im Anschluss an den Kopf (Scolex) mit seinem speziellen Haftorgan -– in viele gleichartige Abschnitte (Proglottiden) gegliedert ist, die kettenartig aufeinander folgen. Jeder Abschnitt enthält männliche und weibliche Geschlechtsorgane, die meist nacheinander reifen und als Fortpflanzungsorgane aktiv werden. Das mindert die Wahrscheinlichkeit einer Selbstbefruchtung der jeweils zwittrig angelegten Proglottiden.
Bei Insekten, beispielsweise in der Gruppe der Heuschrecken und bei Hautflüglern wie etwa Bienen, verbindet eine schlauchförmige Struktur im Hinterleib den Bereich der Eierstöcke mit der Außenwelt. Diese Insektenvagina ist mit Chitin ausgekleidet, hat als Anhängsel sekretbildende Drüsen und eine Samentasche (Receptaculum seminis). Bei der Begattung nimmt sie den Aedeagus (das Analogon zum Penis männlicher Säugetiere) auf. Die befruchteten Eier werden via Vagina in die Außenwelt abgegeben.

### Wirbeltiere
Bei Amphibien wird nicht von einer Vagina gesprochen, was durch die meist äußere Befruchtung der Eier, das heißt ohne Kopulation, zu erklären ist. Manche Vögel wie Entenvögel und Strauße besitzen einen Penis, der in die Scheide eingeführt wird. Bei den Sauropsida, also Reptilien und Vögeln, gliedert sich der schlauchförmige weibliche Geschlechtstrakt, der Ovidukt (bei Nutzvögeln auch Legedarm), in verschiedene Abschnitte. Der hintere, direkt in die Kloake mündende Abschnitt wird als Vagina bezeichnet.
Während der Evolution der Wirbeltiere entwickelte sich die Vagina im engeren Sinne erst bei den Theria. Das ist die systematische Gruppe, die als Metatheria die Beuteltiere (= Beutelsäuger), also etwa Koalas, einschließt und die als Eutheria alle Höheren Säugetiere umfasst. Die ursprünglichen Säuger, die sogenannten Protheria, haben zwei Gebärmütter (Uteri) und zwei Vaginae oder Vaginas – die Biologie spricht hier von paarigen Anlagen. Sie münden in einen gemeinsamen Sinus urogenitalis, der sich in eine Kloake öffnet.

## Entwicklung der Vagina bei Wirbeltieren
Bei Wirbeltieren besteht eine enge Verbindung von Ausscheidungs- und Geschlechtsorganen. Zusammenfassend spricht man vom Urogenitalsystem. Die Organe und Gänge beider Systeme sind ursprünglich, das heißt zu Beginn der Embryonalentwicklung, doppelt (paarig) vorhanden. Das Binde- und Muskelgewebe der Vagina entwickelt sich gemeinsam mit der Gebärmutter und den Eileitern aus dem links- und rechtsseitig angelegten Müller-Gang (Ductus paramesonephricus). Der Müller-Gang entsteht bei den Plattenkiemern und Schwanzlurchen aus dem primären Harnleiter, bei den anderen Wirbeltieren aus einer, sich zu einem Rohr schließenden Coelomfalte.
Die schlauchartigen Müller-Gänge verschmelzen bei den Säugetieren während der Ontogenese im hinteren Bereich zu einem einzigen Gang. Der Grad der Verschmelzung variiert bei den einzelnen Säugetierordnungen und schließt bei den Primaten auch die gesamte Gebärmutter mit ein. Bei den Vögeln bildet sich bereits embryonal der gesamte rechte Müller-Gang zurück, weshalb der Legedarm und damit auch die Vagina nur links vorhanden ist. Das Epithel der Vagina entsteht aus dem Sinovaginalhöcker, der vom Sinus urogenitalis auf den Müller-Gang zuwächst.

### Rolle des Anti-Müller-Hormons
Bei männlichen Embryonen wird die weitere Differenzierung der paarigen Müller-Gänge durch das Anti-Müller-Hormon (AMH) aus den fetalen Hoden unterdrückt, so dass sie sich zurückbilden. Bei weiblichen Embryonen entwickeln sich ohne diese hormonelle Unterdrückung die zentralen weiblichen Fortpflanzungsorgane. Die ursprünglich paarigen, schlauchartigen Müller-Gänge verschmelzen während der Ontogenese bei Höheren Säugern wie Fledermaus, Affe und auch beim Menschen zu einem einzigen Gang, der sich unter dem Einfluss der Östrogene ausdifferenziert.
Während der obere, craniale Anteil des Müller-Gangs zusammen mit dem mittleren Teil den Eileiter bildet, entwickeln sich aus dem unteren, kaudalen Bereich des Gangs sowohl Gebärmutter als auch Vagina. Den Abschluss des Kanals bildet der Sinovaginalhöcker. Er endet an der Hinterwand des Sinus urogenitalis, wo durch Zellvermehrung die sogenannte Vaginalplatte entsteht. Sie stülpt sich aus und bildet zum Ende der Embryonalentwicklung den Vaginalausgang im Bereich der Vulva.

### Rolle der Hox-Gene
An Tiermodellen konnte gezeigt werden, dass Hox-Gene (Steuergene) bei der Entwicklung des Urogenitalsystems bedeutsam sind. HOX-A10 ist für die Entwicklung des Uterus, HOX-A11 für den kaudalen Uterusanteil, HOX-A13 für den kranialen Anteil der Vagina und HOX-A9 für die Eileiterentwicklung wichtig.